# Play (AKMU)
Play è il primo album in studio del duo musicale sudcoreano AKMU, pubblicato nel 2014.

## Tracce
Testi e musiche di Lee Chan-hyuk.
1. Give Love – 2:56
2. 200% – 3:13
3. Melted (얼음들) – 3:55
4. On the Subway (지하철에서) – 3:41
5. Hair Part (가르마) – 3:46
6. Artificial Grass (인공잔디) – 3:45
7. Don't Hate Me (안녕) – 3:47
8. Little Star (작은별) – 3:47
9. Anyway (길이나) – 3:09
10. Idea (소재) – 3:19
11. Galaxy – 2:59

## Formazione
- Lee Chan-hyuk
- Lee Su-hyun